# デイル・メシック
デイル・メシック（Dale Messick、1906年4月11日 - 2005年4月5日）は米国の漫画家。本名ダリア・メシック。代表作のコミック・ストリップ『記者ブレンダ・スター』は1950年代の全盛期に新聞250紙に配信され、21世紀まで描き継がれた。

## 経歴

### 生い立ち
ダリア・メシックは1906年4月11日に米国インディアナ州サウスベンドで生まれた。父セファスは看板画家で、美術教師でもあった。母バーサは帽子職人・裁縫師であり、『ブレンダ・スター』に登場する豪奢な帽子に影響を残している。その後一家はインディアナ州ホバートに移った。メシックは3年生と8年生で留年し、20歳でホバート高校を卒業した。その後、シカゴのレイ・コマーシャル・アート・スクールで学んだ。

### グリーティングカード
メシックはシカゴのグリーティングカード会社に勤めて家族7人を養った。メシックの作品はよく売れた。しかし給金を切り下げられたことで職を辞して1933年にニューヨークに移り、より給金が高いグリーティングカード会社で働いて家族に仕送りした。
昼の仕事と並行して、夜には持ち込み用のコミック・ストリップを制作した。米国新聞界ではすでにローズ・オニール、ネル・ブリンクリー、グラディス・パーカーらが活躍していたにもかかわらず、女性漫画家への偏見はなくなっていなかった。それらの漫画家が主に家庭の幸福や「フラッパー」と呼ばれる奔放な女性像を描いていたのに対し、世界恐慌期に求められていたのは、女性作者に向かないとされる深刻な社会的作品だった。メシックは作品を編集者に見てもらうため筆名のファーストネームを中性的な「デイル」に変えた。メシックは1940年までに女性を主人公とする作品を4作作り出して通信社に投稿したが、採用されなかった。

### 『記者ブレンダ・スター』

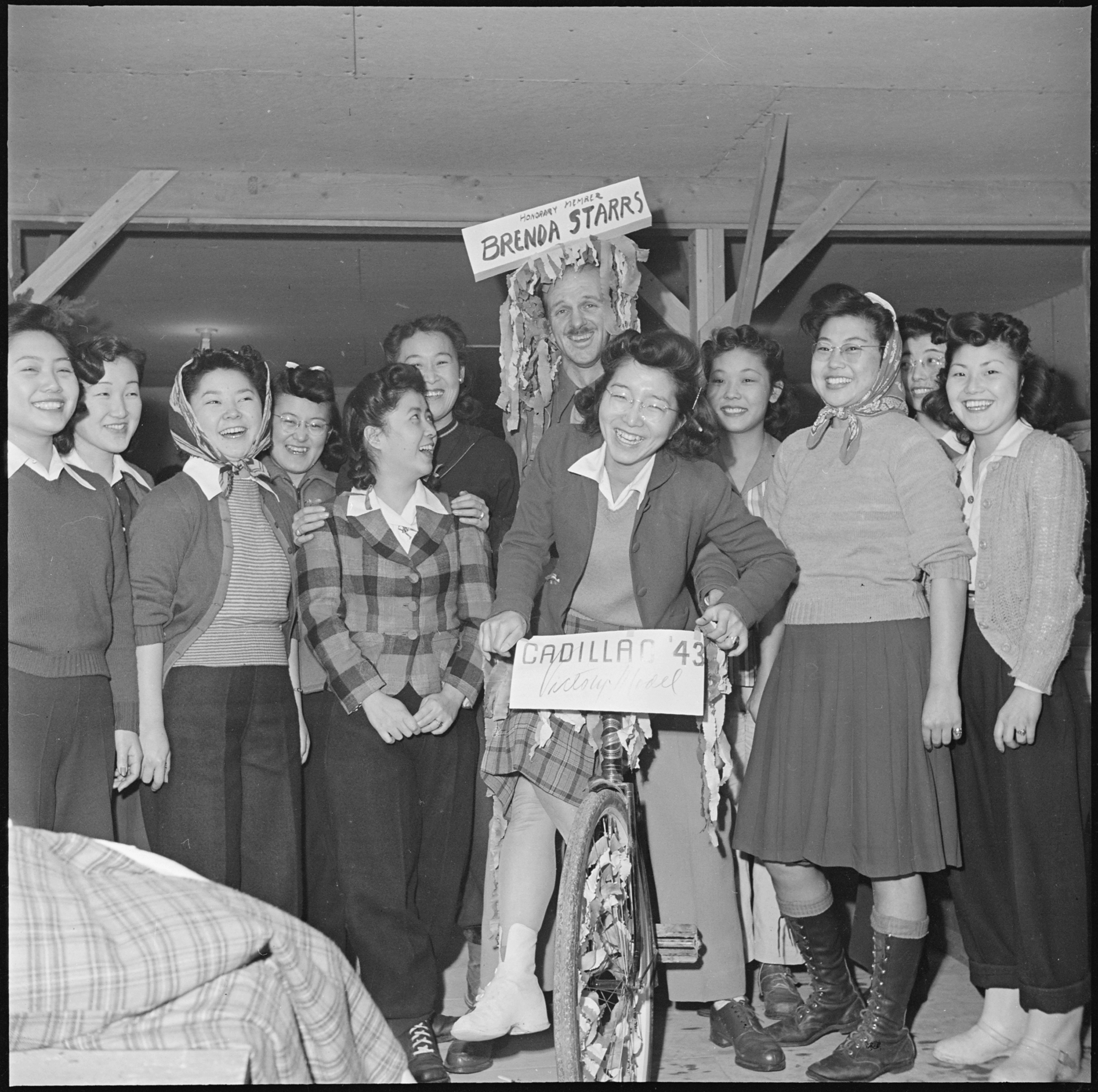
第二次世界大戦中の日系アメリカ人強制収容施設の一つ、ハートマウンテン移住センターの所内新聞を書いていた女性記者のグループは「ブレンダ・スターズ」を名乗っていた。

1940年、当時社交界デビューしたばかりだった女性ブレンダ・フレイジャーから名を取り、女優リタ・ヘイワースを外見のモデルとしてブレンダ・スターを作り出した。漫画家C・D・バチェラーからニューヨーク・デイリーニューズ紙がコミック・ストリップの新作を求めていると教えられたのが発表のきっかけとなった。同紙出版者でコミックを配信する通信社の長でもあったジョセフ・メディル・パターソンは女性漫画家に偏見があり、ブレンダ・スターも不採用になるところだった。しかしパターソンの秘書を務めていた女性モリー・スロットの口添えによって系列地方紙の一つに配信されることになった。デイリーニューズ紙でも連載が始まったのはパターソンの死後だった。当初ブレンダ・スターは女山賊のキャラクターだったが、アドバイスを受けて女性記者に変更した。メシックには女性を主人公として活躍させたい考えがあり、記者という設定は主人公を様々な場所に行かせて冒険させる上で好都合だった。ただし、冒険の内容は実際の記者が出会うものより華々しいものだった。メシックは1986年にサンフランシスコ・クロニクル紙で「当時は女性記者から自分たちの生活はブレンダみたいにエキサイティングではないという手紙をよくもらいました」と語っている。
1940年6月30日に開始された『記者ブレンダ・スター（→Brenda Starr, Reporter）』はソープオペラと冒険ものの要素を兼ね備えており、男女両方の読者から高い支持を受けた。多くの男性が徴兵されたことで女性労働者が米国社会で増加し、女性が活躍する作品の需要が高まっていたことも追い風になった。『ブレンダ・スター』はピーク時に250紙に配信され、海外を含めて6000万人の読者がいた。1945年と1989年には映画化もされている。1970年代に主人公が作中で長年の恋人と結婚したときには、時の大統領ジェラルド・フォードから祝い状が寄せられた。
メシックは1980年に『ブレンダ・スター』の作画を他に任せるようになり、その2年後に原作からも退いた。ラモナ・フレイドン（作画）とリンダ・サッター（原作）がシリーズの制作を引き継いだ。1985年からはメアリー・シュミークが原作を、1995年からはジューン・ブリッグマンが作画を担当した。シリーズはしばらく継続したが、2011年1月2日配信の最終話で完結した。メシックは後継者による『ブレンダ・スター』に満足しておらず、1998年にはソノマ・カウンティ・インディペンデント紙でこう語っている。「今はもう全然ブレンダらしく見えません。銀行勤めの女性みたいです。艶やかさなし、曲線美なし、ファッションなし。良く描かれているとは思いますが」

## その他の活動
メシックがほかに手掛けたコミック・ストリップ作品は『記者ブレンダ・スター』ほどの成功を収めなかった。その中ではメシックが作画を担当したコミック・ストリップ版『ペリー・メイスン』が比較的知られている。
1955年、テレビ番組『ホワッツ・マイ・ライン?』にゲスト出演した。事前情報のない回答者がゲストに質問しながら職業を推測していくクイズショーだった。1960年5月5日、複数のゲストの中から本当の身分を名乗っている人物を当てるクイズ番組『トゥ・テル・ザ・トゥルース』に出題側で登場した。
1991年、女性漫画家を題材にしたドキュメンタリー映画『ファニー・レディーズ』に出演した。

## 受賞
1995年、米国で『記者ブレンダ・スター』を含むコミック・ストリップ20作を題材にした郵便切手のシリーズが発行された。メシックはそれらの作者の中で唯一の存命だった。全米漫画家協会は『ブレンダ・スター』に対し、ストーリー・コミック・ブック・アワードを1975年に、ミルトン・カニフ生涯業績賞を1997年に授与している。1998年にはフレンズ・オブ・ルルが認定する女性漫画家の殿堂に迎えられた。2001年にはマリー・セヴェリンと並んで女性として初めてウィル・アイズナー殿堂入りした。2021年にはイラストレーター協会殿堂に入った。

## 私生活
2度の結婚があるが、いずれも離婚している。一人目の夫エヴェレット・ジョージ・ソルトマンとの間に生まれた娘はスターと名付けられた。二人目の夫はオスカー・ストロームという名の弁護士だった。
『記者ブレンダ・スター』の執筆から引退した後は娘と孫の近くで暮らすためにカリフォルニア州オークモントに移り住んだ。コミック制作は続けており、ローカル誌『オークモント・ガーデンズ・マガジン』に『グラニー・グラマー』を連載した。同作は1998年にメシックが発作を起こして絵が描けなくなったことで終了した。
晩年にはカリフォルニア州ソノマ郡ペングローブで娘の介護を受けながら暮らしていた。2005年4月5日にソノマ郡において98歳で死去した。